# James Wallington
James („Jim“) Robert Wallington, Jr. (* 28. Juli 1944 in Philadelphia; † 19. April 1988 in Lawrence, Indiana) war ein US-amerikanischer Boxer. 
Wallington war US-amerikanischer Meister im Halbweltergewicht (–63,5 kg) 1966 und 1967 und Militärweltmeister 1967. Ebenfalls 1967 gewann er die Panamerikanischen Spiele in Winnipeg. Bei den Olympischen Spielen 1968 erreichte Wallington nach Siegen über Donato Cartagena, Dominikanische Republik (TKO 1.), Alex Odhiambo, Uganda (5:0), und Sa-Young Kim, Südkorea, das Halbfinale, welches er gegen Enrique Regüeiferos, Kuba (4:1), verlor und damit die olympische Bronzemedaille gewann. 
Wallington beendete daraufhin seine Karriere. Er starb im Alter von 43 Jahren.